# Jelisiej Sinicyn
Jelisiej Tichonowicz Sinicyn, ros. Елисей Тихонович Синицын (ur. 26 maja?/8 czerwca 1909 w Rżawcu, gubernia smoleńska, zm. 31 marca 1995 w Moskwie) – radziecki dyplomata, generał major i funkcjonariusz służb specjalnych, szef przedstawicielstwa KGB w Polsce.

## Życiorys
Pracował jako pastuch w rodzinnej wsi, a następnie został robotnikiem w fabryce. Ukończył kursy robotnicze, zaś w 1934 Moskiewski Chemiczny Instytut Maszynowy. Został inżynierem-mechanikiem w dorogomiłowskich zakładach chemicznych w Moskwie. W 1937 skierowano go do służby w NKWD. Po przeszkoleniu w szkole specjalnego przeznaczenia GUGB NKWD jesienią 1938 objął funkcję starszego pracownika operacyjnego V Oddziału GUGB NKWD. Od lipca 1939 był zastępcą rezydenta NKWD w Polsce, występując pod fałszywym nazwiskiem Jelisiejew. Pracował pod przykryciem stanowiska konsula ZSRR we Lwowie. Organizował siatki wywiadowcze. Odpowiadał też za przerzucanie do Związku Sowieckiego białych emigrantów rosyjskich z terytorium okupowanej przez Niemców Czechosłowacji. Po ataku wojsk niemieckich na Polskę 1 września 1939, wyjechał do ZSRR. Po powrocie do ojczyzny wszedł w skład nowo powołanej grupy NKWD do spraw analizy zdobytych materiałów wywiadowczych polskiego wywiadu wojskowego.
Jesienią 1939 został rezydentem NKWD w Helsinkach. Jego przykryciem było stanowisko pełnomocnika do spraw ZSRR w Finlandii. Udało mu się uzyskać wiele cennych informacji wywiadowczych (m.in. dotyczących chęci władz fińskich rozpoczęcia negocjacji z ZSRR, ukrytej mobilizacji wojsk fińskich i dyslokacji ich nad granicę z ZSRR, czy ewakuacji ludności cywilnej z Przesmyku Karelskiego w głąb Finlandii). Po rozpoczęciu wojny zimowej 30 listopada 1939, został ewakuowany do Związku Sowieckiego. Kiedy zakończyły się działania wojenne w marcu 1940, ponownie przybył do Helsinek jako pełnomocnik do spraw ZSRR. Krótko potem objął funkcję radcy przedstawicielstwa dyplomatycznego ZSRR. W grudniu 1940 powrócił na dawne stanowisko. Kontynuował działalność wywiadowczą. Zdobył informacje o nawiązaniu kontaktów fińsko-niemieckich i przerzucaniu wojsk niemieckich na północ Finlandii. Krótko przed atakiem Niemiec na ZSRR 22 czerwca 1941 uzyskał informację o przyłączeniu się do niego Finlandii.
Po rozpoczęciu wojny radziecko-niemieckiej został deportowany z Finlandii, po czym na granicy bułgarsko-tureckiej wymieniony na fińskich dyplomatów, pracujących wcześniej w ZSRR. Od października 1941 przebywał w Ałma-Acie, gdzie pełnił funkcję konsultanta wywiadowczego miejscowego oddziału NKWD Kazachskiej Socjalistycznej Republiki Radzieckiej. Po powrocie do Moskwy w marcu 1942, został zastępcą szefa IV Oddziału (Skandynawskiego) 1 Wydziału NKWD. W sierpniu 1943 objął funkcję zastępcy rezydenta NKWD do spraw Finlandii z siedzibą w Sztokholmie. Z powodu działań wojennych do stolicy Szwecji przybył jednak dopiero na pocz. 1944. Ponownie działał pod fałszywym nazwiskiem Jelisiejew i pod przykrywką stanowiska I sekretarza poselstwa ZSRR. Udało mu się doprowadzić do niewydania Niemcom przez Szwedów niemieckiego działacza antyfaszystowskiego i jednocześnie agenta sowieckich służb specjalnych Ernesta Wolbera, a następnie przerzucenia go do ZSRR. W lutym 1944 współuczestniczył w rozmowach z fińskim dyplomatą Juho Paasikivi w sprawie wyjścia Finlandii z wojny i zawarcia zawieszenia broni z Sowietami. We wrześniu 1944 przybył do Helsinek w charakterze członka Sojuszniczej Komisji Kontrolnej do Spraw Finlandii. Jednocześnie pełnił funkcję rezydenta wywiadu. W maju 1945 wskutek donosu odesłano go do Moskwy, jednakże po wyjaśnieniu sprawy został mianowany szefem oddziału państw skandynawskich I Wydziału NKGB-MGB.
W czerwcu 1947 skierowano go ze specjalną misją do Finlandii. Wziął udział w rozmowach pokojowych z fińskimi władzami. Od jesieni 1948 był szefem oddziału komitetu informacji przy Radzie Ministrów ZSRR, który w tym czasie prowadził faktycznie działalność wywiadowczą przeciwko krajom Zachodu. Od 1950 do 1952 był rezydentem wywiadu w Berlinie. W latach 1953–1956 pełnił funkcję przedstawiciela MWD-KGB w Budapeszcie. Brał udział w działaniach przeciwko powstaniu węgierskiemu 1956 Od sierpnia 1962 do kwietnia 1968 kierował grupą doradców KGB w Polsce. Od 1969 pełnił funkcję zastępcy szefa I Zarządu Głównego KGB. W marcu 1970 mianowano go przedstawicielem KGB w Czechosłowacji. W 1981 w stopniu generała majora KGB odwołano go do Moskwy na emeryturę.
Był odznaczany licznymi orderami i medalami - otrzymał m.in. Order Lenina (13 grudnia 1977), dwukrotnie Order Czerwonego Sztandaru (18 grudnia 1956 i 21 grudnia 1970), Order Czerwonego Sztandaru Pracy (30 czerwca 1967), Order Czerwonej Gwiazdy (5 listopada 1954), Order „Znak Honoru” (26 kwietnia 1940) i dwie odznaki "Zasłużonego Funkcjonariusza Bezpieczeństwa".